# Biria unplugged

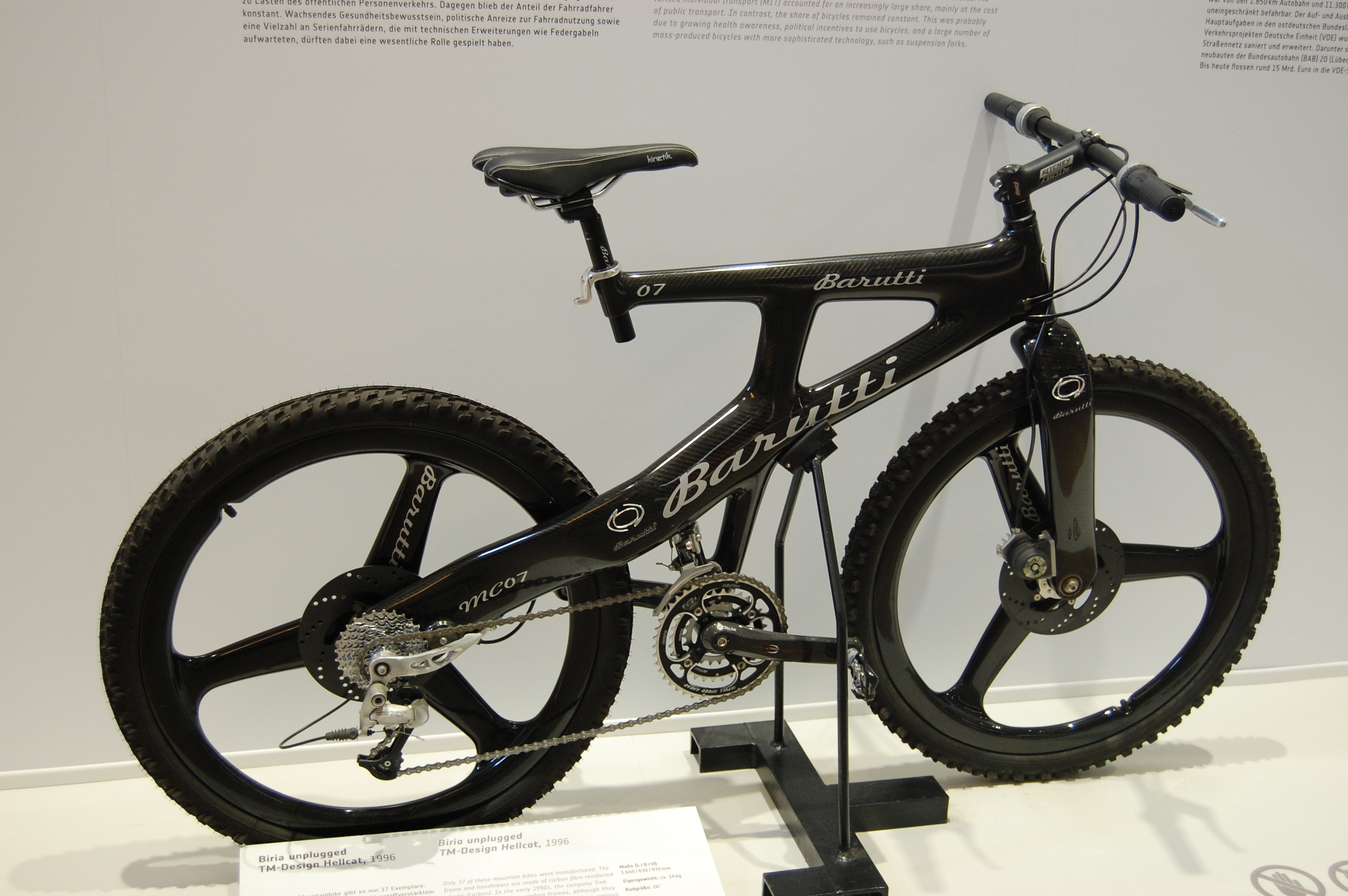
Als Exponat im Verkehrsmuseum Dresden

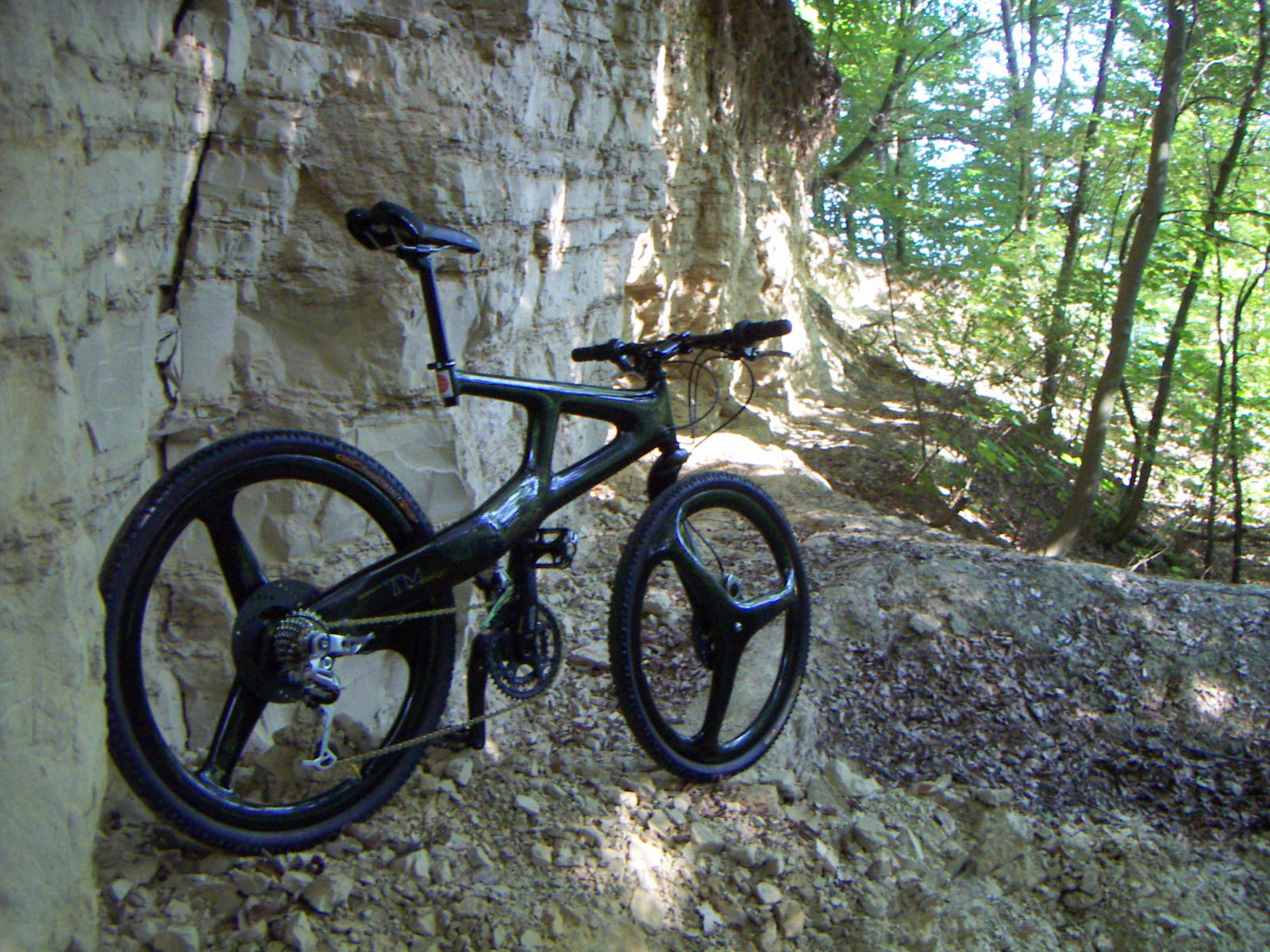
Späterer Aufbau aus einem der Rahmensets

Biria unplugged ist ein Mountainbike des deutschen Herstellers Biria.

## Konstruktion und Technik
Rahmen, Gabel, Tretkurbeln und Laufräder sind aus Kohlenstofffaserverstärktem Kunststoff (CFK) von TM-design in Solingen gefertigt. Eine Besonderheit des Entwurfs ist, dass sowohl Vorderrad als auch Hinterrad einarmig gehalten werden. Auf eine Federung wurde zugunsten des minimalistischen Designs verzichtet.
Die aus CFK bestehenden Teile wurden an Biria geliefert, wo sie dann zu einem Fahrrad komplettiert wurde. Jedes Exemplar unterscheidet sich in Details der Ausstattung, da diese vom Kunden frei gewählt werden konnte. Alle Exemplare haben 26-Zoll-Felgen, Sachs-Scheibenbremsen und wiegen rund 12 kg. Die teuerste Variante wurde mit einer vergoldeten Kette ausgeliefert.

## Geschichte
Die Entwicklung eines Fahrrades mit Carbonrahmen und einem projektierten Verkaufspreis von 7000 DM wurde bereits 1992 von Biria angekündigt.
Vorgestellt wurde das „Biria unplugged“ schließlich 1996. Es war aber erst 1998 auf dem Markt erhältlich und kostete bis zu 23.000 DM, was im Jahr 2025 inflationsbereinigt über 19.000 € entsprach. Geplant waren 143 Stück, von denen jedoch nur 17 fertiggestellt wurden. Nach dem Konkurs von Biria gelangten weitere 10 Carbonsets auf den Markt, diese haben keinerlei Hinweis auf den Hersteller.
Das Biria unplugged wurde in zahlreichen Museen als Meilenstein des Fahrradbaus gezeigt, hierbei handelte es sich meist um das Exemplar der Sammlung Michael Embacher, darunter im Portland Art Museum (2013), Design Museum Holon (2013) und im MuseumsQuartier in Wien (2006). Die Sammlung wurde nach Abschluss im Dorotheum versteigert. 2023 war ein Exemplar in der Pinakothek der Moderne in München zu sehen.
In einem Beitrag des Deutschlandfunks wurde das Fahrrad scherzhaft als „mondtauglich“ bezeichnet.